# سارا فيلد
سارا فيلد (بالإنجليزية: Sara Field)‏ هي مجدفة أمريكية، ولدت في 9 أكتوبر 1972.

## وصلات خارجية
- سارا فيلد على موقع الاتحاد الدولي للتجديف (الإنجليزية)